# 扎姆法拉河

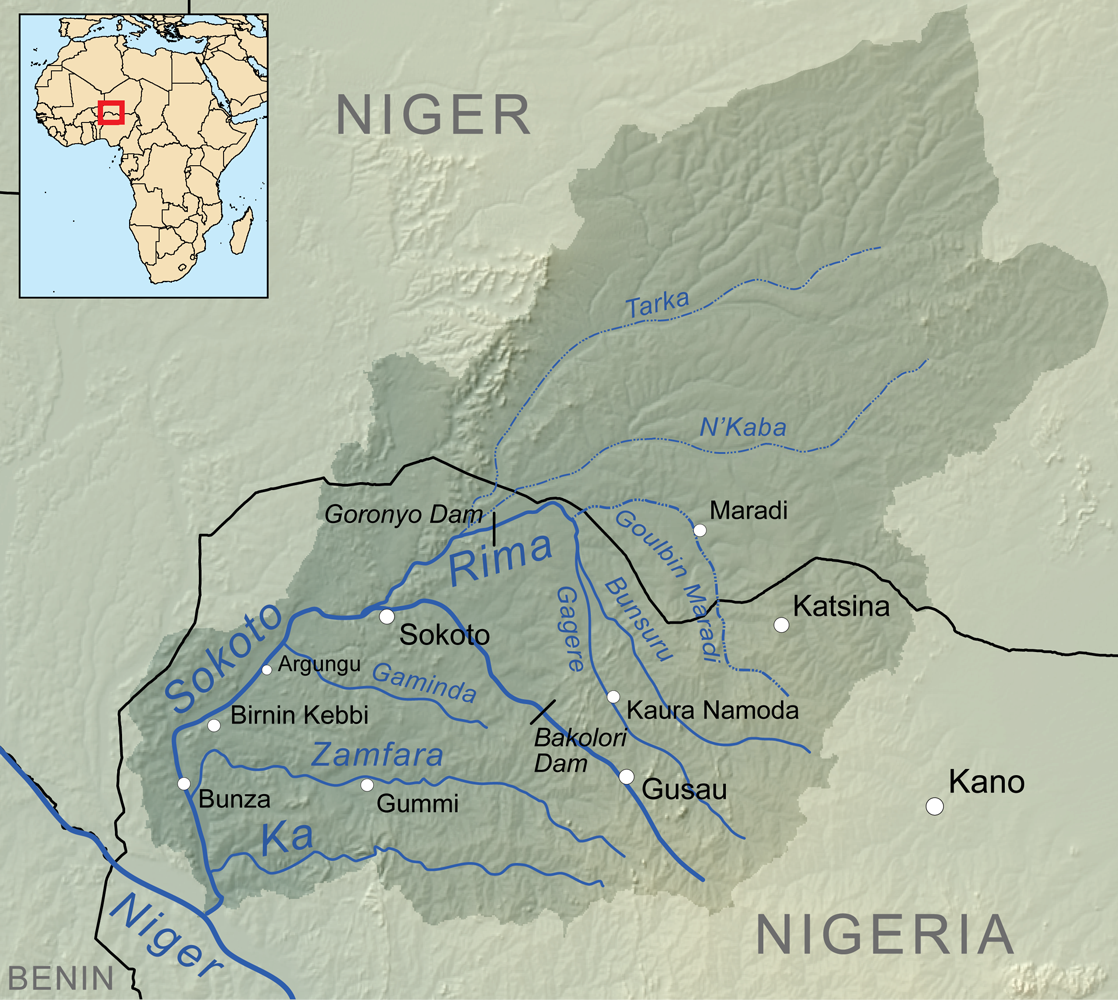

扎姆法拉河是尼日利亞的河流，位於該國北部，河道全長約250公里，發源自扎姆法拉州，最終注入索科托河，河口處在比爾寧凱比西南面約50公里。